# ラドクリフ・カレッジ
ラドクリフ・カレッジ（Radcliffe College）は、マサチューセッツ州ケンブリッジ市に存在していた女子大学。1879年に設立。かつてはハーバード大学と提携関係にあり、共同でディプロマを発行していたが、1999年10月1日をもってハーバード大学と完全に合併しており、現在ではラドクリフ高等研究所（Radcliffe Institute for Advanced Study）としてその名を残している。

## 概要
ハーバード大学の男子校時代に別館（アネックス）として設立され、女性にも同様の環境の教育を提供することを目的としたのがラドクリフ・カレッジである。セブン・シスターズの構成校。

## 出身者
- キャロライン・ケネディ（弁護士）
- ヘレン・ケラー（教育者）
- ガートルード・スタイン（小説家、劇作家、詩人）
- マーガレット・アトウッド（作家）
- ベナジル・ブット（第18代パキスタン首相）
- 井川スミス史子（考古学者）
- アーシュラ・K・ル＝グウィン（作家）

## 逸話
- エリック・シーガルの「ある愛の詩」では、ヒロインのジェニファー・カビレリが、ラドクリフ大学の音楽科の学生という設定だった。主人公のオリバー・バレット4世は、ハーバード大学の学生で、アイスホッケーの選手、本を借りに行ったラドクリフ大学の図書館で彼女に初めて出会うということになっていた。